# Layher
Die Layher Holding GmbH & Co. KG ist ein deutscher Hersteller von Gerüstsystemen, Schutz- und Event-Systemen, Fahrgerüsten und Leitern. Er gilt als Weltmarktführer. Der Stammsitz des Unternehmens befindet sich in Güglingen-Eibensbach; ein zweites Werk steht im benachbarten Güglingen. Das Unternehmen ist familiengeführt und befindet sich in Familienbesitz. Das Unternehmen unterhält weltweit über 140 Standorte, davon 30 Service-Stützpunkte in Deutschland; zur Holding gehören Tochtergesellschaften in 40 Ländern.

## Geschichte

### Entwicklung des Unternehmens
Der Unternehmensgründer Wilhelm Layher betrieb seit 1945 in Eibensbach eine Werkstatt zur Herstellung landwirtschaftlicher Geräte und Leitern aus Holz. Die Firma Wilhelm Layher e. K. wurde 1948 eingetragen. Der Holzkaufmann spezialisierte sich 1948 auf die Produktion von Leitergerüsten.
Ebenfalls im Unternehmen tätig waren die Tochter Ruth Langer sowie die zwei Söhne Eberhard und Ulrich Layher, die die Geschäfte nach dem Tod des Firmengründers im Jahr 1962 weiterführten. Ab 1970 wurden Tochtergesellschaften in den Niederlanden, in Frankreich und der Schweiz gegründet. 1987 zog sich Eberhard Layher aus Alters- und Gesundheitsgründen aus dem Geschäft zurück und verkaufte seinen Unternehmensanteil an seine Geschwister.
Ein neu erbautes Werk II in Güglingen ging 2009 in Betrieb. Anfang 2014 eröffnete am Eibensbacher Stammsitz ein Kundenzentrum, das für Schulungsveranstaltungen genutzt wird. Das Planungsverfahren für einen dritten Produktionsstandort in Güglingen-Cleebronn läuft seit 2018.

### Produktgeschichte
Die ersten von Layher gefertigten Gerüste waren Leitergerüste aus Holz. 1957 wurde das Sortiment um Gerüste aus Stahl und Aluminium erweitert. Das „Blitz Gerüst“ (1965) und das „AllroundGerüst“ (1974) wurden auf den Markt gebracht. 1978 wurden diese Gerüstsysteme durch Treppentürme ergänzt; 1984 wurde das Kassettendach zur Baustellenüberdachung eingeführt. Seit 1985 fertigt Layher Systeme für Bühnen, Podien und Tribünen. Das „Protect-System“ zur Einhausung von Gerüsten kam 1998 auf den Markt.

## Geschäftstätigkeit
Der Verkauf erfolgt deutschlandweit über 30 Service-Stützpunkte. Im Ausland übernehmen Tochtergesellschaften und Service-Stützpunkte an über 140 Standorten den Vertrieb der Layher-Produkte. Das Unternehmen bietet selbst keine Gerüstbau-Dienstleistungen an, sondern ist ausschließlich Hersteller und Lieferant.  Das Unternehmen besitzt rund 600 Patent- und Schutzrechte weltweit.

### Standorte
Layher betreibt zwei Produktionsstätten in Deutschland. Der Stammsitz in Güglingen-Eibensbach dient der Produktion von Stahl-Gerüstbauteilen auf 110.000 Quadratmeter Produktions- und Lagerfläche. Am Stammsitz betreibt der Gerüstbauer außerdem zwei vollautomatische Feuerverzinkereien. In Güglingen-Eibensbach befinden sich auch die Entwicklungsabteilung, die Verwaltung und die zentrale Logistik des Unternehmens. Im „Werk 2“ im benachbarten Güglingen werden auf 68.000 Quadratmeter Produktions- und Lagerfläche Aluminium- und Holzbauteile gefertigt.

### Unternehmensstruktur
In Deutschland wird das operative Geschäft von der Wilhelm Layher GmbH & Co. KG geleitet, Geschäftsführer sind Wolf Christian Behrbohm, Stefan Stöcklein und Tobias Dürmeier. Die Schwestergesellschaft Layher Bautechnik GmbH mit Sitz in Ulm vertreibt auch Baugeräte, Baumaschinen und Lagertechnik. Geschäftsführer ist Tobias Kächler. Die Layher Steigtechnik GmbH (Geschäftsführer  Stéphane Blondy und Wolf Christian Behrbohm) verantwortet das Geschäft mit Fahrgerüsten, Leitern, Stegen etc. Die Layher International GmbH betreut das internationale Geschäft.

## Projekte (Auswahl)
2009 wurde in Moskau als Werbeveranstaltung für die  Olympischen Winterspiele 2014 eine 150 m lange und 56 m hohe Ski-Rampe aus etwa 1.300 Tonnen AllroundGerüst montiert. Zur Besichtigung der Ausgrabungen im antiken Pompeji errichteten italienische Gerüstbauer 2010 ein Wetterschutzdach sowie einen temporären Fußgängerweg aus AllroundGerüst. Weitere mit Gerüsten von Layher realisierte Projekte sind die Sanierung des Florentiner Baptisteriums San Giovanni 2015, die Sanierung des Londoner Elizabeth Tower („Big Ben“) 2018, und die Treppen- und Deckenkonstruktion des von Rem Koolhaas entworfenen Neubaus des Axel Springer Verlages in Berlin.

## Auszeichnungen
- Kompetenzpreis Baden-Württemberg für Qualität und Innovation 2011.[24]
- Auszeichnung für Energieeffizienz im Jahr 2012 durch den damaligen Bundesumweltminister Peter Altmaier.[25]
- 2013: 1. Preis der polnischen Wirtschaftskammer für Gerüste in der Kategorie „Sicherheit und Technologie“ für den Sicherheitsaufbau P2.[26]
- Innovationspreis „MAT D’OR“ 2019 für den Aluminiumträger „FlexBeam“, ein Ergänzungsbauteil zum „AllroundGerüst“[27][28]